# Rhododendron decorum
Rhododendron decorum är en ljungväxtart. Rhododendron decorum ingår i släktet rododendron, och familjen ljungväxter.

## Underarter
Arten delas in i följande underarter:
- R. d. cordatum
- R. d. decorum
- R. d. diaprepes
- R. d. parvistigmaticum

## Bildgalleri

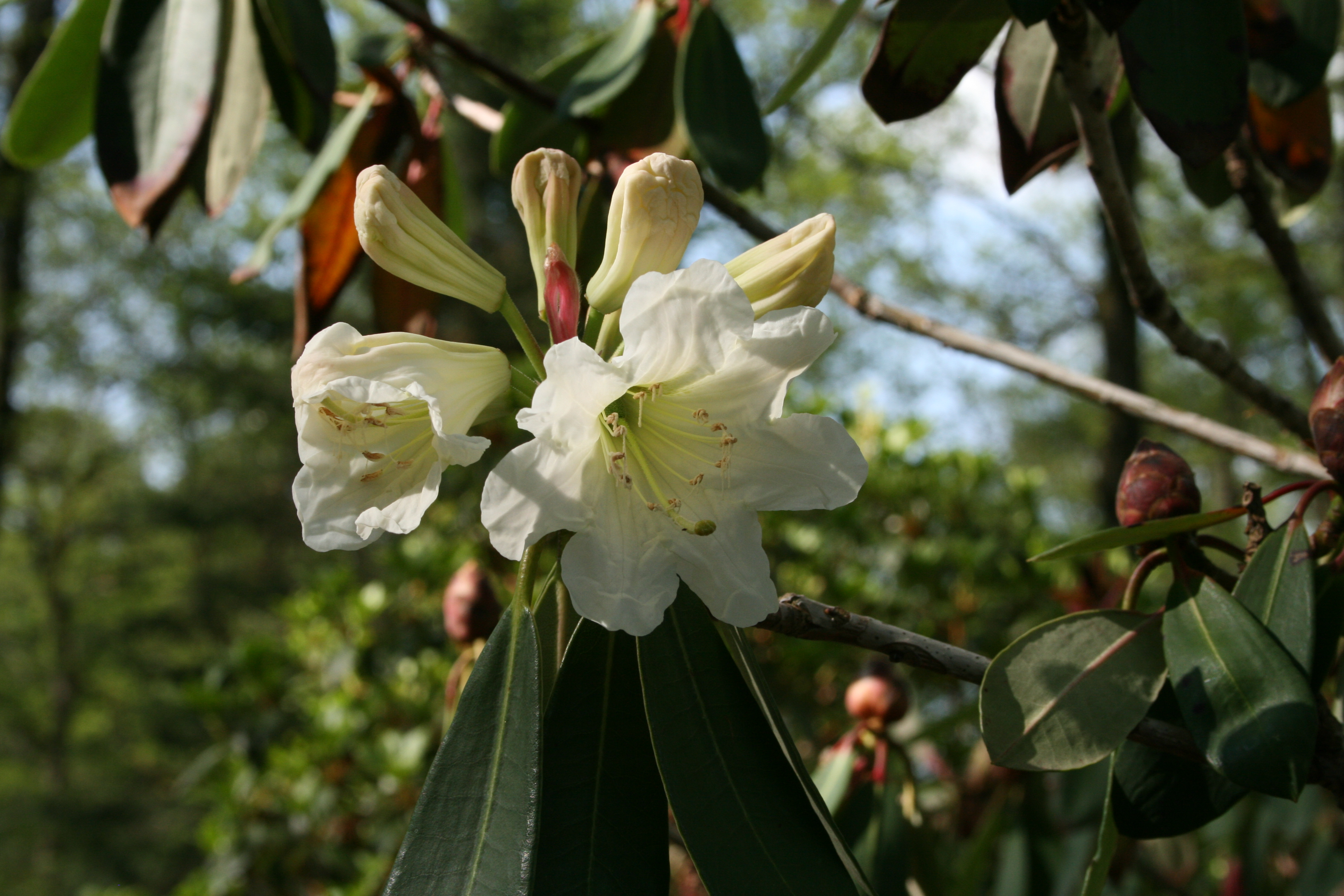
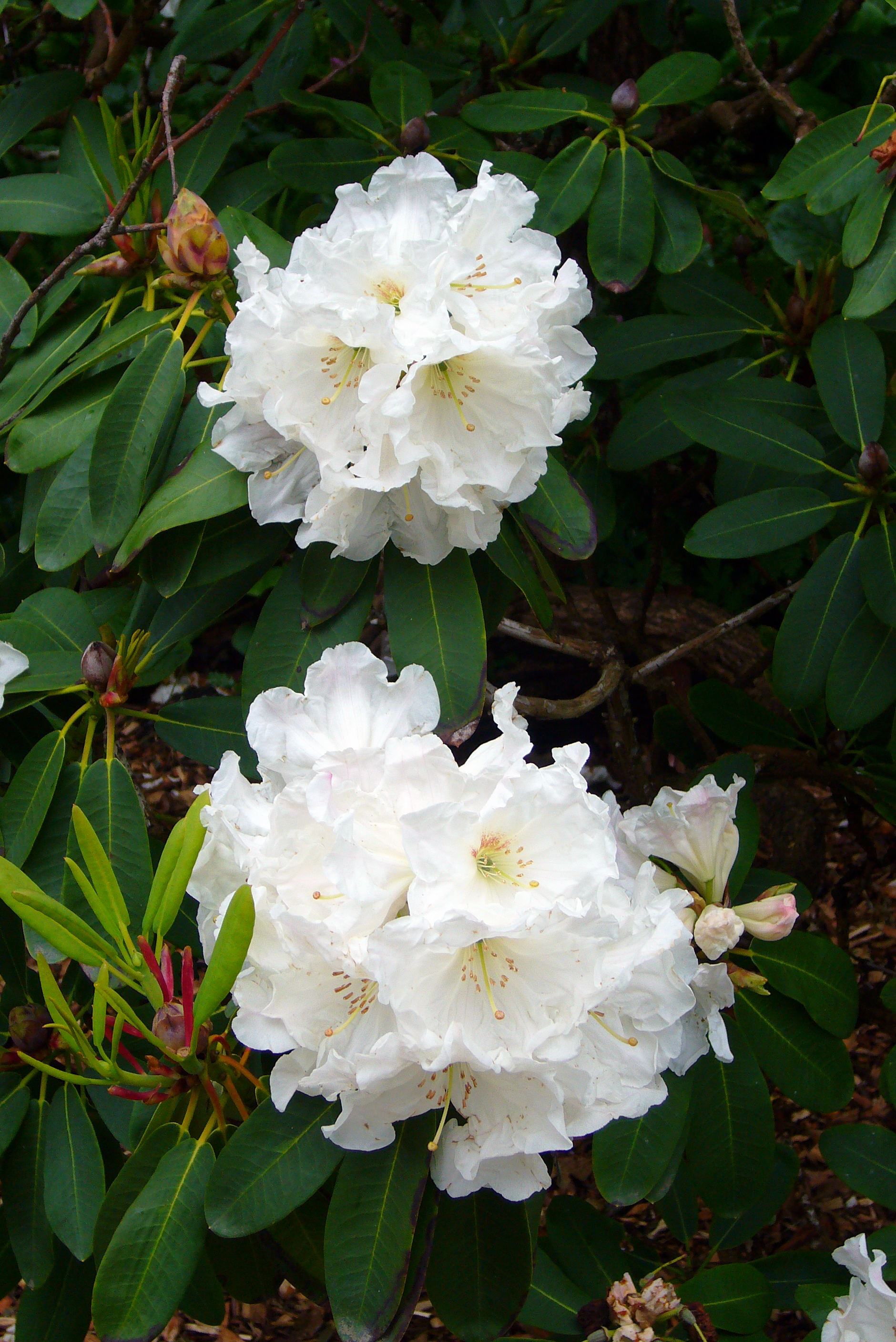
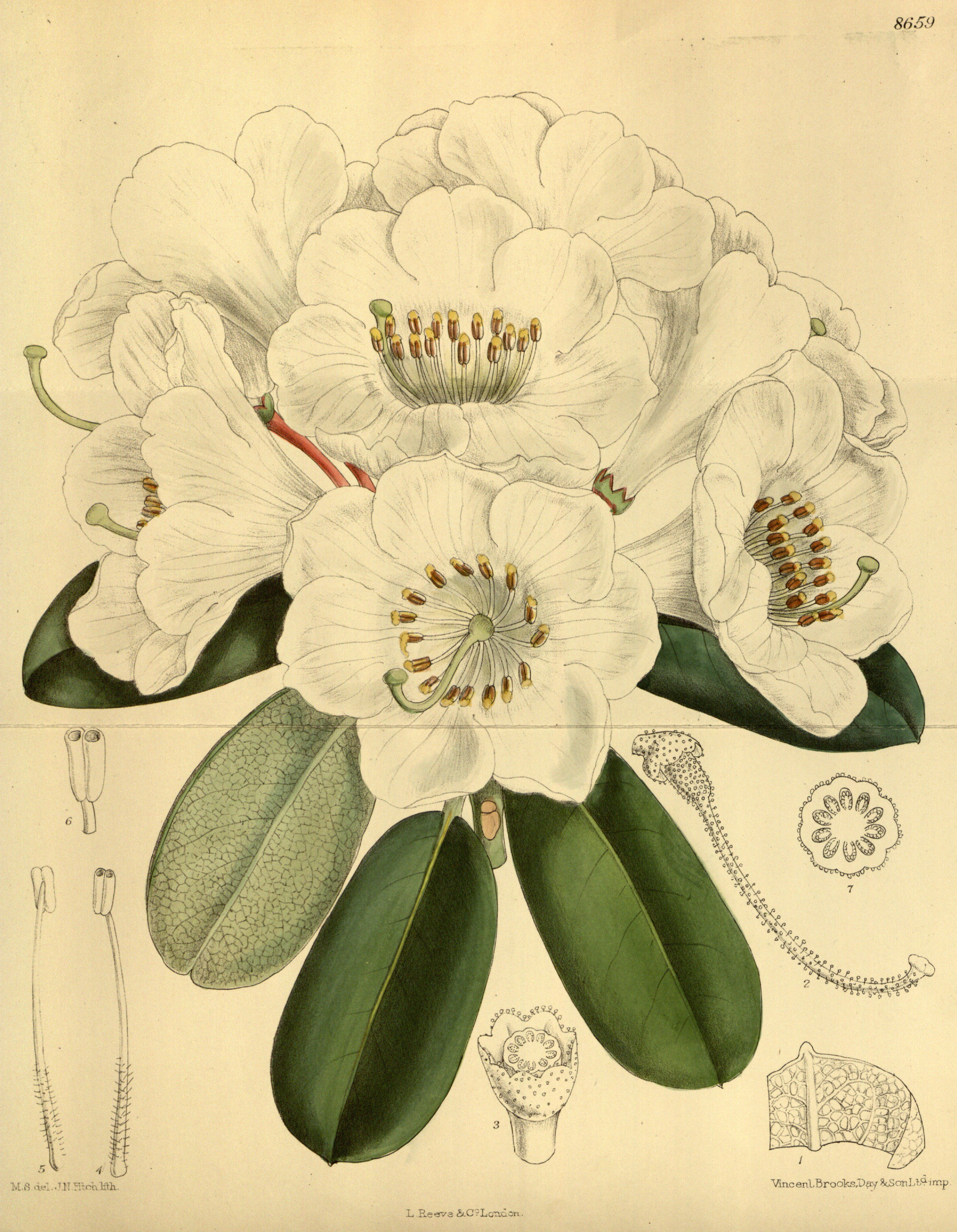